# Нисиока, Тосиаки
Тосиаки Нисиока (англ. Toshiaki Nishioka яп. 西冈利晃), род. 25 июля 1976 года Какогава, Хёго, Япония) — японский боксёр-профессионал, выступавший во второй легчайшей весовой категории(англ. Super featherweight) (до 55 кг). Чемпион мира (по версии WBC, 2009—2012 г.)

## Профессиональная карьера
На профессиональном ринге Тосиаки дебютировал в декабре 1994 года, в возрасте 18 лет в легчайшей весовой категории. В феврале 1995 года провёл второй поединок, который проиграл нокаутом начинающему боксёру. Провел успешную серию побед, и в конце 1995 года проиграл по очкам близким решением молодому японскому непобеждённому проспекту, Моматоро Китаяме (5-0).
Полгода не выходил на ринг. Вернулся в мае 1996 года и победил более опытного филиппинца, Рейнате Рохо (24-2).
29 декабря 1998 года нокаутировал во втором раунде Дзюнъити Ватанабэ, и завоевал титул чемпиона Японии в легчайшем весе.

### Нишиока против Вирапхола Сахапрома
25 мая 2000 года Нисиока вышел на бой за звание чемпиона мира в легчайшем весе, с чемпионом WBC, тайцем Вирапхолом Сахапромом. Бой вышел очень конкурентным и близким решением Вирпрхол победил по очкам.
1 сентября 2001 года после двух рейтинговых побед, Тосиаки вновь вышел на ринг с Сахапромом. Поединок не выявил победителя, раздельным решением была присуждена ничья.
4 октября 2003 года состоялся третий поединок между Сахапромом и Тосиаки, который так же завершился вничью.
6 марта 2003 года состоялся четвёртый поединок. Вирапхол на этот раз был более убедительным и победил по очкам с большим отрывом, поставив точку в многолетнем противостоянии.

### Период чемпиона мира по версии WBC во втором легчайшем весе
После поражения в чемпионских боях легчайшего веса, Тосиаки поднялся на одну весовую категорию выше, и начал прокладывать победный путь к вершине.
15 сентября 2008 года Тосиаки победил по очкам тайца Напала Сор Рунгвашаи, и стал временным чемпионом мира по версии WBC.
В январе 2009 года, Нисиока нокаутировал Хенаро Гарсию, и стал полноценным чемпионом мира по версии WBC.
23 мая 2009 года Тосиаки защитил титул нокаутов в третьем раунде в бою с мексиканцем, Джонни Гонсалесом (40-6).
1 октября 2011 года Тосиаки в седьмой защите титула победил по очкам мексиканца, Рафаэля Маркеса, защитил титул WBC, и поднялся на первое место в рейтингах BoxRec и The Ring.

### Нисиока против Нонито Донэра
После победы над Маркесом Нисиока год не выходил на ринг, и выходя на ринг против Донэра, был лишён титула WBC, но в поединке разыгрывался помимо титула Дрнэра, WBO, вакантный брильянтовый титул WBC и The Ring. Донэр Дважды отправлял Нисиоку в нокдаун, и в 9-м раунде рефери прекратил бой зафиксировав победу Донэра техническим нокаутом. Через месяц после поражения, Нисиока объявил о завершении спортивной карьеры.